# Partíu Asturianista
| Europäische Partei        | Europäische Partei                                           |                           |
| Partíu Asturianista (PAS) | Partíu Asturianista (PAS)                                    | Partíu Asturianista (PAS) |
| ------------------------- | ------------------------------------------------------------ | ------------------------- |
| Verbreitung:              | Asturien                                                     |                           |
| Gründungsdatum:           | 20. Oktober 1985                                             |                           |
| Gründungsort:             |                                                              |                           |
| Parteipräsident:          | Xuan Xosé Sánchez Vicente                                    |                           |
| Generalsekretär:          | Xesús Cañedo Valle                                           |                           |
| Organisationssekretär:    | Pepe Fernández Alonso                                        |                           |
| Frauenanteil:             | circa %                                                      |                           |
| Jugendorganisation:       | Xuventú Asturianista (XA)                                    |                           |
| Ausrichtung:              | sozialdemokratisch, progressiv, asturianisch-nationalistisch |                           |
| Anschrift:                | El Ribero, 34 1 Avilés (Asturien)                            |                           |
| Webseite:                 | www.asturianista.as                                          |                           |
| Stärke                    |                                                              |                           |
| Asturien:                 | keine                                                        |                           |

Partíu Asturianista (PAS) (deutsch Partei für Asturische Selbstbestimmung) ist eine asturianisch-nationalistische, progressive Partei in Asturien.